# کنه‌های نرم
کنه‌های نرم (نام علمی: Argasidae) نام یک خانواده از راسته کنه است.
کنه‌های نرم دارای بدنی پهن، بیضی، تخم مرغی و گاهی تقریباً چهارگوش هستند. پوست یا پوستک (کوتیکول) سخت، چرمی و یکنواخت است و پوشیده از پاپیل‌ها یا برجستگی‌های کتینی است که در انواع مختلف شکل و اندازه آنها متغیر است.

## زیست‌شناسی
این کنه‌ها در تمام مراحل زندگی پس از خروج از تخم خونخوار هستند. کنه‌های نرم دارای دگردیسی ساده بوده و کنه خارج شده از تخم دارای سه جفت پا می‌باشد و لارو می‌باشد. این لارو پس از اولین پوست اندازی دارای چهار جفت پاشده و نمف نامیده می‌شوند. کنه‌های ماده تخم‌های خود را به شکل دستجات ۱۵ تا ۳۰۰ عددی در محل زندگی میزبان و در جای مخفی و مناسب قرار می‌دهند که پس از یک تا چهار هفته تفریخ می‌شوند. لاروها و نمف‌ها جهت رشد و پوست اندازی به خونخواری نیاز دارند؛ که معمولاً در شب یا تاریکی انجام می‌گیرد. کنه‌های نرم دارای یک مرحله لاروی و ۴ تا ۸ مرحله نمفی هستند. چرخه تخم تا تخم در کنه‌ها ۶ تا ۱۲ ماه طول می‌کشد؛ که در صورت عدم دسترسی به میزبان این دوره طولانی می‌شود. کنه‌های نرم طول عمر بسیار زیادی داشته و ۱۴ تا ۱۵ سال و در شرایط سخت تا ۳۰ سال نیز زندگی می‌کنند.
مقاومت آنها به گرسنگی بالاست و پس از هر بار خون‌خوراکی می‌توانند ۵ تا ۷ سال بدون تغذیه زنده بمانند.
خونخواری آنها کوتاه و حدود ۲۰ دقیقه طول می‌کشد و پس از اتمام خونخواری میزبان را ترک می‌کنند.

## اهمیت پزشکی
گزش کنه‌ها غالباً دردناک و ایجاد عوارضی به شکل ورم موضعی و التهاب و حتی زخمهایی در محل گزش می‌کند که ناشی از قطعات دهانی قوی و خشن و بزاق سمی آنهاست. حضور این کنه‌ها در اماکن انسانی به خصوص در تعداد زیاد و گزش‌های مکرر، مزاحمت‌های فراوان و سلب آسایش انسان را سبب می‌شود.
علاوه بر اثرات گزش، کنه‌های اورنیتودوروس ناقلین تب‌های راجعه کنه‌ای آندمیک و اسپورادیک در مناطق مختلف جهان هستند.